# Пасји живот
Пасји живот (шп. Amores perros) је мексички филм из 2000. године редитеља Алехандра Гонзалеза Ињаритуа. То је Ињаритуов дебитантски филм у којем се прославио млади глумац Гаел Гарсија Бернал. Ради се о првом од три филма који описују различите делове једног те истог догађаја. Друга два филма су 21 грам (Шон Пен, Наоми Вотс и Бенисио дел Торо) и Вавилон (Бред Пит и Гаел Гарсија Бернал). 
Филм је освојио 11 награда Мексичке филмске академије, између осталих за најбољи филм, најбољу режију, најбољег глумца и најбољег споредног глумца. Такође је освојио британску награду БАФТА за најбољи филм који није на енглеском језику, те награду критике у Кану. Филм је био номинован и за Оскара 2000. године за најбољи страни филм.